# The Best of Public Enemy
Albums de Public Enemy
There's a Poison Goin' On...
(1999) Revolverlution
(2002)
20th Century Masters – The Millennium Collection: The Best of Public Enemy est la deuxième compilation de Public Enemy, sortie le 19 juin 2001.

## Liste des titres
| No  | Titre                                        | Durée |
| --- | -------------------------------------------- | ----- |
| 1.  | Welcome to the Terrordome                    | 5:25  |
| 2.  | 911 Is a Joke                                | 3:17  |
| 3.  | Bring the Noise                              | 3:45  |
| 4.  | Don't Believe the Hype                       | 5:18  |
| 5.  | Give It Up (Radio Version)                   | 4:38  |
| 6.  | Shut Em Down (Album Version)                 | 4:25  |
| 7.  | Fight the Power (Edited Album Version)       | 4:42  |
| 8.  | By the Time I Get to Arizona (Album Version) | 4:48  |
| 9.  | Night of the Living Baseheads                | 3:13  |
| 10. | Nighttrain (Album Version)                   | 3:27  |
| 11. | Bring tha Noize (featuring Anthrax)          | 3:46  |